# Scopula orthoscia
Scopula orthoscia là một loài bướm đêm trong họ Geometridae.